# Adalbert osztrák őrgróf

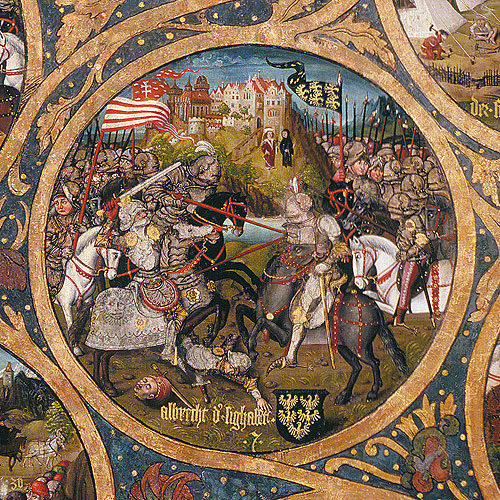
Adalbert

Győztes Adalbert (?, 985 – Melk, 1055. május 26.) Babenberg-házi osztrák őrgróf, Ausztria uralkodója I. Henrik 1018. június 23-án bekövetkezett halálától saját haláláig.

## Élete
Apró államának területét megnövelte nyugaton a bajorok kárára, keleten pedig a Morváig és a Lajtáig. Támogatta III. Henrik német-római császárt a Magyarország és Csehország ellen vívott háborújában. Székhelyét az ősi alsó-ausztriai Babenberg kastélyban rendezte be Melkben, ahol később a melki apátság épült fel.
Felesége, Frozza Orseolo Ottó leánya, Péter magyar király nővére volt. Péter 1041-ben nála talált menedéket, ami miatt Aba Sámuel hadai 1042-ben betörtek Ausztriába és Traismauernél megverték Adalbert csapatait. Fia, Lipót részt vett 1043-ban III. Henrik német-római császár kíséretében a hazánk ellen indított hadjáratban, és ő kapta hűbérül az ekkor Aba Sámueltől átengedett határterületből kialakított új keleti őrgrófságot. Lipót azonban még 1043-ban meghalt, mire Adalbert lett az Osztrák őrgrófság hűbérura. Székhelyét Melkből áttette Tullnba és I. András magyar király ellen Hainburg várából hadi készületeket tett.